# The Dismemberment Plan Is Terrified
Albums de The Dismemberment Plan
!
(1995) Emergency & I (en)
(1999)
Singles
1. The Ice of Boston
Sortie : 16 octobre 1998

The Dismemberment Plan Is Terrified est le deuxième album studio du groupe de rock indépendant américain The Dismemberment Plan. Il sort le 17 mars 1997 sur le label DeSoto Records. Musicalement, l'album est « moins violent et moins extravagant » que son prédécesseur, !. L'album reçoit des critiques positives et permet au groupe de signer avec la grande maison de disques Interscope.

## Composition
Musicalement, l'album peut être décrit comme un pont entre le punk hardcore et le noise rock. Le titre That's When the Party Started a un côté synthpop, tandis que le quatrième titre de l'album, Academy Award, est remixé par Cex (en) sur le dernier album du groupe, A People's History of The Dismemberment Plan (en). C'est la seule chanson de The Dismemberment Plan Is Terrified à avoir été remixée pour cet album. The Ice of Boston est publié plus tard sur un EP du même nom, le 16 octobre 1998, lors de leur bref passage chez Interscope Records,. La chanson est en spoken word et contient des références à l'auteur-compositeur Jonathan Richman et à la chanson Midnight Train to Georgia de Gladys Knight. Le chanteur de Dismemberment Plan, Travis Morrison, décrit l'album comme étant « très conflictuel », déclarant que « c'est l'album le moins mélodique et le plus hip-hop que nous ayons ».

## Réception
The Dismemberment Plan Is Terrified a reçu des critiques positives de la part de la critique musicale. Brian Raftery de AllMusic a déclaré que l'album n'était pas aussi bon que le premier album de The Dismemberment Plan, !, mais a néanmoins cité That's When the Party Started, The Ice of Boston, et Do the Standing Still comme étant les meilleurs morceaux de l'album. Dans Metro, Nicky Baxter a considéré l'album comme étant « merveilleusement varié », trouvant qu'« aucun titre ne se ressemble » et le décrivant finalement comme « un désordre auquel il est difficile de résister ».
Le critique musical américain Robert Christgau qualifie l'album de « étonnamment réfléchi pour du post-hardcore », déclarant qu'il sonnait « un peu comme Primus pourrait le faire si Primus avait une vie sexuelle normale ». Christgau a également « loué la façon dont les guitares et autres s'effondrent pour mettre fin à une bonne fête et en déclencher une meilleure ». Joe Garden (en) de The A.V. Club a publié une critique positive, disant : « Il y a de fortes chances que vous trouviez quelque chose qui vous plaise dès le départ, et le reste va vous plaire avant que vous ne vous en rendiez compte ». Tiny Mix Tapes  a écrit qu'avec The Dismemberment Plan Is Terrified, le groupe « annihile complètement le terme sophomore slump ». Même si The Dismemberment Plan Is Terrified n'est pas « radiophonique », Il a conduit la grande maison de disques Interscope Records à signer le groupe en raison de sa force.

## Liste des titres
Toute la musique est composée par The Dismemberment Plan.
| No  | Titre                                                                | Durée |
| --- | -------------------------------------------------------------------- | ----- |
| 1.  | Tonight We Mean It                                                   | 2:55  |
| 2.  | That's When the Party Started                                        | 3:49  |
| 3.  | The Ice of Boston                                                    | 4:55  |
| 4.  | Academy Award                                                        | 2:26  |
| 5.  | Bra                                                                  | 3:06  |
| 6.  | Do the Standing Still                                                | 2:01  |
| 7.  | This Is the Life                                                     | 4:06  |
| 8.  | One Too Many Blows to the Head                                       | 4:04  |
| 9.  | It's So You                                                          | 2:17  |
| 10. | Manipulate Me                                                        | 2:38  |
| 11. | Respect Is Due                                                       | 12:35 |
| 12. | The First Anniversary of Your Last Phone Call (Japanese bonus track) | 4:43  |
| 13. | Just Like You (Japanese bonus track)                                 | 4:39  |

## Crédits
Les personnes suivantes ont participé à la réalisation de The Dismemberment Plan Is Terrified :
The Dismemberment Plan
- Eric Axelson – basse
- Jason Caddell – guitare
- Joe Easley – batterie
- Travis Morrison – chant, guitare

Production
- Chad Clark et Don Zientara (en) – enregistrement